# المشاهدة (حمص)
المشاهدة قرية في ناحية خربة تين نور التابعة لمنطقة حمص في محافظة حمص في سورية. تقع على الضفة الشمالية لبحيرة قطينة.